# Saint-Saphorin
Saint-Saphorin é uma comuna da Suíça, situada no distrito do Lavaux-Oron, no cantão de Vaud. Tem 0,90 km² de área e sua população em 2018 foi estimada em 392 habitantes.